# Dryopithecini
Tribu

Les Dryopithecini s'inscrivent dans un arbre évolutif buissonnant.

Les Dryopithecini sont une tribu éteinte de singes de la sous-famille des Homininae, laquelle comprend deux tribus actuelles, les Gorillini (gorilles) et les Hominini (chimpanzés et humains). La tribu des Dryopithecini rassemble des espèces fossiles européennes ayant vécu du Miocène moyen au Miocène supérieur, et considérées comme proches des grands singes africains et de la lignée humaine.

## Classification phylogénétique
Phylogénie des genres actuels d'hominidés, d'après Shoshani et al. (1996) et Springer et al. (2012) :
| Gorillini | Gorilla (Gorille)                                                                                             |
|           | Gorilla (Gorille)                                                                                             |
| Hominini  | \| Panina \| Pan (Chimpanzé) \| \| \| Pan (Chimpanzé) \| \| Hominina \| Homo (Homme) \| \| \| Homo (Homme) \| |
|           | \| Panina \| Pan (Chimpanzé) \| \| \| Pan (Chimpanzé) \| \| Hominina \| Homo (Homme) \| \| \| Homo (Homme) \| |
| Panina    | Pan (Chimpanzé)                                                                                               |
|           | Pan (Chimpanzé)                                                                                               |
| Hominina  | Homo (Homme)                                                                                                  |
|           | Homo (Homme)                                                                                                  |

| Panina   | Pan (Chimpanzé) |
|          | Pan (Chimpanzé) |
| Hominina | Homo (Homme)    |
|          | Homo (Homme)    |

| Gorillini | Gorilla (Gorille)                                                                                             |
|           | Gorilla (Gorille)                                                                                             |
| Hominini  | \| Panina \| Pan (Chimpanzé) \| \| \| Pan (Chimpanzé) \| \| Hominina \| Homo (Homme) \| \| \| Homo (Homme) \| |
|           | \| Panina \| Pan (Chimpanzé) \| \| \| Pan (Chimpanzé) \| \| Hominina \| Homo (Homme) \| \| \| Homo (Homme) \| |
| Panina    | Pan (Chimpanzé)                                                                                               |
|           | Pan (Chimpanzé)                                                                                               |
| Hominina  | Homo (Homme)                                                                                                  |
|           | Homo (Homme)                                                                                                  |

| Panina   | Pan (Chimpanzé) |
|          | Pan (Chimpanzé) |
| Hominina | Homo (Homme)    |
|          | Homo (Homme)    |

Selon la synthèse des études réalisées par différents chercheurs sur le sujet, les Homininae auraient divergé des Ponginae il y a environ 16 millions d'années.

Les Dryopithecini forment une tribu éteinte des Homininae dont l'articulation phylogénétique avec les Gorillini et les Hominini n'est pas encore résolue.

## Liste des espèces
Le paléoprimatologue canadien et spécialiste des Hominoidea fossiles David Begun est l'un des pionniers de la classification des hominidés fossiles européens dans la sous-famille des Homininae, et à l'intérieur de celle-ci dans la tribu des Dryopithecini,,. Il est suivi dans cette vision par l'auteur français Pascal Picq, et par un nombre croissant de chercheurs, parmi lesquels figurent le français Jean-Jacques Jaeger, les allemands Jochen Fuss et Madelaine Böhme.
Parmi les espèces fossiles européennes du Miocène moyen et supérieur, seul l'Oréopithèque (Italie) n'est pas classé à ce jour parmi les Dryopithecini. Le statut phylogénétique de la nouvelle espèce Danuvius guggenmosi, dont la découverte en Allemagne a été publiée en 2019, reste à clarifier.

### Dryopithecina
- Sous-tribu † Dryopithecina, Gregory & Hellman, 1939 :
  - † Dryopithecus, Lartet, 1856
    - † Dryopithecus fontani, Lartet, 1856 : France, Espagne, 11,5 Ma
    - † Dryopithecus carinthiacus, Mottl et al., 1957 : Autriche, 12,5 Ma

  - † Pierolapithecus, Moyà-Solà et al., 2004
    - † Pierolapithecus catalaunicus, Moyà-Solà et al., 2004 : Espagne, 13 - 12,5 Ma

  - † Anoiapithecus, Moyà-Solà et al., 2009
    - † Anoiapithecus brevirostris, Moyà-Solà et al., 2009 : Espagne, 12,3 - 11,9 Ma

  - † Rudapithecus, Kretzoi, 1969
    - † Rudapithecus hungaricus, Kretzoi, 1969 : Hongrie, 11,1 - 9,7 Ma

  - † Hispanopithecus, Villalta & Crusafont, 1944
    - † Hispanopithecus laietanus, Villalta & Crusafont, 1944 : Espagne, 10 - 9,5 Ma
    - † Hispanopithecus crusafonti, Begun, 1992 : Espagne, 10 - 9,5 Ma

Le statut des genres Neopithecus, trouvé en Allemagne, et Udabnopithecus, trouvé en Géorgie, demeure incertain. Leurs fossiles étant très fragmentaires, ils sont considérés par certains chercheurs comme de possibles synonymes de Rudapithecus :
- † Neopithecus, Schlosser, 1901
  - † Neopithecus brancoi, Schlosser, 1901 : Allemagne, 10 - 9,5 Ma
- † Udabnopithecus, Burchak-Abramovitch & Gabashvili, 1945
  - † Udabnopithecus garedziensis, Burchak-Abramovitch & Gabashvili, 1945 : Géorgie, 8,7 - 7,7 Ma

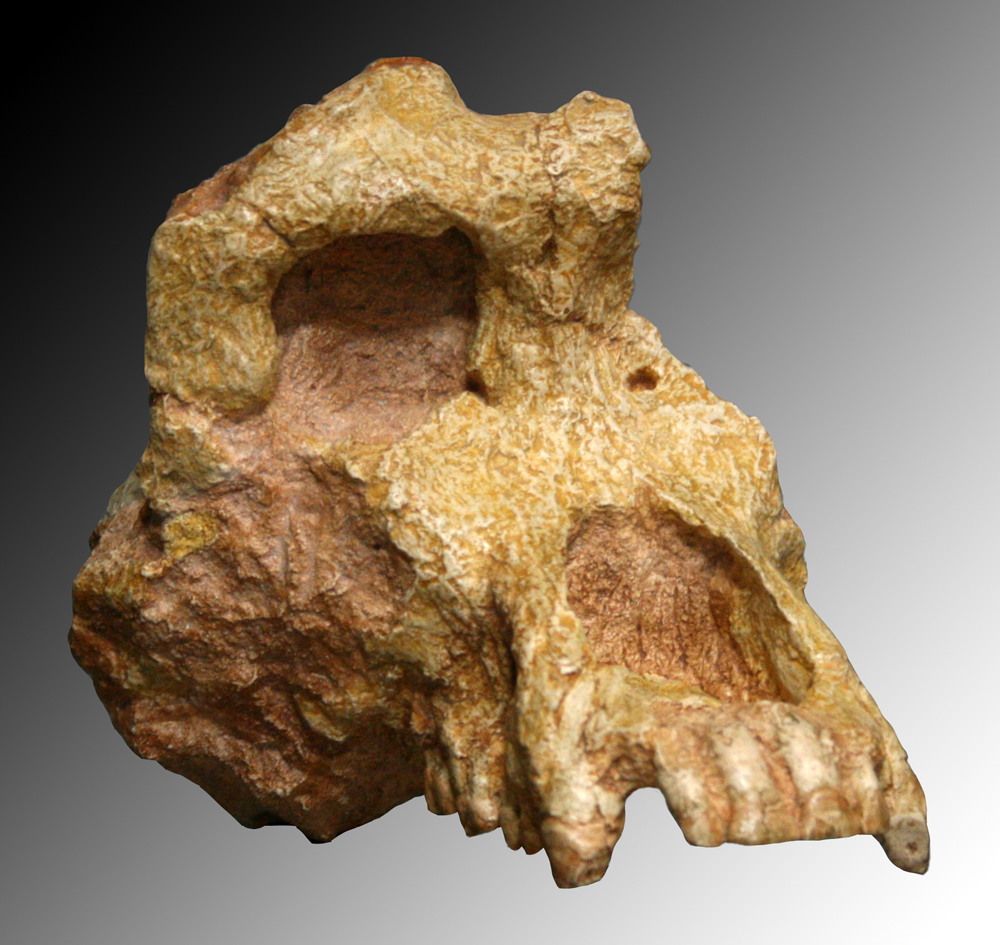
Crâne fossile dOuranopithecus macedoniensis

### Ouranopithecina
Deux genres européens, dont les fossiles ont été trouvés en Grèce, en Bulgarie, et en Turquie, sur des périodes un peu plus récentes que les genres précédents, sont souvent considérés plus proches de la lignée humaine et placés dans leur propre sous-tribu,,.
- Sous-tribu † Ouranopithecina, Begun, 2009 :
  - † Ouranopithecus, Bonis & Melentis, 1977
    - † Ouranopithecus macedoniensis, Bonis et Melentis, 1977 : Grèce, 9,6 - 8,7 Ma
    - † Ouranopithecus turkae, Gülec et al., 2007 : Turquie, 8,7 - 7,4 Ma

  - † Graecopithecus, Koenigswald, 1972
    - † Graecopithecus freybergi, Koenigswald, 1972 : Grèce, Bulgarie, 7,2 Ma

## Publications originales
- (en) William K. Gregory et Milo Hellman, « The dentition of the extinct South African man-ape Australopithecus (Plesianthropus) transvaalensis Broom. A comparative and phylogenetic study. Part 1 », Annals of the Transvaal Museum, Pretoria, Inconnu, vol. 19, no 4,‎ 1er juin 1939, p. 339-352 (ISSN 0041-1752 et 2226-9835, OCLC 1714046, lire en ligne).
- (en) William K. Gregory et Milo Hellman, « The dentition of the extinct South African man-ape Australopithecus (Plesianthropus) transvaalensis Broom. A comparative and phylogenetic study. Part 2 », Annals of the Transvaal Museum, Pretoria, Inconnu, vol. 19, no 4,‎ 1er juin 1939, p. 353-373 (ISSN 0041-1752 et 2226-9835, OCLC 1714046, lire en ligne).